# 巴爾萊本一湖

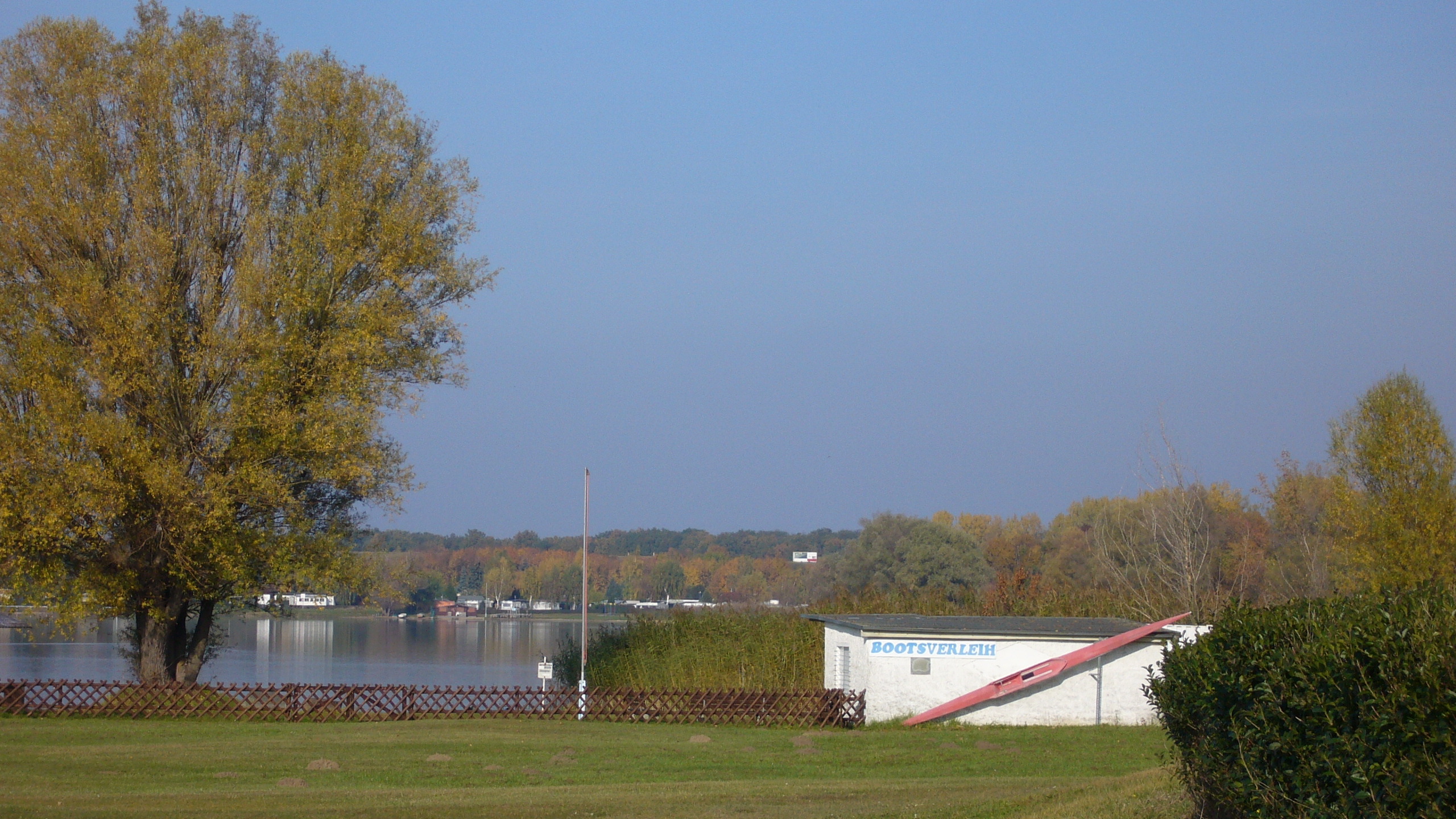

52°13′14.74″N 11°38′59.59″E / 52.2207611°N 11.6498861°E
巴爾萊本一湖（德語：Barleber See I），是德國的湖泊，位於該國東北部，由薩克森-安哈爾特州負責管轄，處於馬格德堡，面積1.03平方公里，平均水深6.7米，最大水11米，水體容量688萬立方米。